# Fabio Mariño Vargas
Fabio Alejandro Mariño Vargas (Sativasur, 1954) es un polítologo y exguerrillero colombiano. Actualmente es embajador de Colombia en Panamá. Fue miembro de la guerrilla del Movimiento 19 de abril (M-19).

## Biografía
Nacido en Sativasur (Boyacá).En 1975, luego de terminar el bachillerato, ingresó a las filas del M-19. Estudio en la Universidad Pedagógica Nacional.

### Militancia en el M-19
Conocido como Comandante Hipólito Blanco.Participó en el proceso de alfabetización para adultos de Nicaragua. Hizo parte de los Acuerdos de Corinto, Hobo y Medellín de paz entre el gobierno colombiano y el M-19 en 1984. Fue detenido y torturado, posteriormente con Carlos Pizarro, fue vocero del Acuerdo de paz entre el gobierno colombiano y el M-19 en 1990. 

### Post desmovilización
En 1990, fue elegido concejal de Cali, posteriormente fue candidato a la Asamblea Nacional Constituyente en 1990 por la Alianza Democrática M-19. También fue candidato a la Cámara de Representantes. Pasó a ser parte del Partido Alianza Verde.
Es politólogo y especialista en Administración Pública y Alta Dirección del Estado, gestor social de procesos de participación ciudadana en los campos de la educación popular, la organización de vivienda popular, la defensa del medio ambiente y los derechos humanos y de la economía solidaria, ha desempeñado varios cargos públicos en instituciones como la Secretaría de ambiente de Cundinamarca, el Ministerio de Ambiente, la Secretaría de Hábitat de Bogotá y fue Subsecretario de salud en la alcaldía de Gustavo Petro. En 2014, se unió al equipo de Metrovivienda y en 2018 fue asesor de paz de la gobernación de Boyacá y miembro de la junta directiva de Confiar. El 18 de abril de 2023 fue designado integrante del Consejo Superior de la Universidad Militar Nueva Granada.

## Obras
- Después De La Tortura El Perdón. (2019) ISBN 9786289502589